# A Narrative Soundscape
A Narrative Soundscape è il tredicesimo album in studio del gruppo heavy metal statunitense Iced Earth, pubblicato nel 2022 dalla Ravencraft Productions.

## Tracce
1. Dystopia (A Narrative Soundscape) - 06:06
2. Declaration Day (A Narrative Soundscape) - 03:03
3. Wolf (A Narrative Soundscape) - 02:23
4. Dante's Inferno (A Narrative Soundscape) - 09:55
5. Melancholy (A Narrative Soundscape) - 02:43
6. Dracula (A Narrative Soundscape) - 04:12
7. Raven Wing (A Narrative Soundscape) - 04:22
8. Angels Holocaust (A Narrative Soundscape) - 02:09
9. The Clouding (A Narrative Soundscape) - 06:13
10. Something Wicked (A Narrative Soundscape) - 11:46
11. Watching Over Me (A Narrative Soundscape) - 02:26
12. Seven Headed Whore (A Narrative Soundscape) - 01:49
13. Damien (A Narrative Soundscape) - 06:56
14. Question of Heaven (A Narrative Soundscape) - 06:00
15. Come What May (A Narrative Soundscape) - 03:44